# فئة الزمر
في الرياضيات، تحتوي الفئة Grp على الصنف المكون من كل الزمر بصفتها كائنات وتشاكلات الزمر بصفتها محافظات على الشكل. ووفقًا لهذا تكون تلك الفئة فئة متقطعة. وتُعرف دراسة هذه الفئة بنظرية الزمر.